# C21H26N4O2
化学式C21H26N4O2（摩尔质量：366.465 g/mol）可能指：
- DPA-713，CAS号：386297-97-8
- PPZ (药物)（英语：Propylnitazene），CAS号：700342-00-3
- Menitazene，CAS号：95282-00-1

|  | 这个同类索引页列出了具有相同分子式的化学物（即同分異構體）条目。 除非您是有意链接至本页，否则应将相应条目的内部链接指向正确的条目。 |